# Louis-Alexandre de Launay, greve d'Antraigues
Emmanuel Henri Louis-Alexandre de Launay, greve d'Antraigues, född den 25 december 1753 i Montpellier, död den 22 juli 1812 i Barnes (London), var en fransk diplomat och äventyrare.
Genom en revolutionär skrift Mémoire sur les états généraux (1788) väckte d'Antraigues stor popularitet, men som adelsrepresentant i nationalförsamlingen kämpade han för bördsadelns rättigheter och det kungliga vetot.
År 1790 emigrerade han med sin älskarinna, sedermera hustru, operasångerskan Antoinette Saint-Huberty och verkade nu som franska kungafamiljens diplomatiske agent, men fängslades 1799 i Italien av Napoleon Bonaparte, men fick tillfälle att fly, hamnade slutligen i Sankt Petersburg.
Han blev 1803 ryskt statsråd och diplomatisk representant i Dresden, där han 1805 utgav Fragment du XVIIIe livre de Polybe, en hätsk pamflett mot Napoleon. Utvisad ur Sachsen kände han sig inte mer säker på kontinenten utan bosatte sig i England, där han slutligen jämte sin hustru mördades av sin italienske betjänt, oklart av vilken anledning.